# Dionysius Exiguus
Dionysius Exiguus oder veraltet auch Denys der Kleine bzw. der Geringe (* um 470; † um 540) stammte aus Scythia Minor und lebte seit etwa 500 als Mönch und Freund des Cassiodor in Rom. Dort übersetzte er griechische Kirchenrechtsquellen und patristische Schriften ins Lateinische. Er wurde durch die Sammlung von Konzilienbeschlüssen und päpstlichen Dekretalen, als herausragender Computist und als Begründer der christlichen Zeitrechnung bekannt.

## Die christliche Zeitrechnung gemäß Dionysius Exiguus
Dionysius gilt traditionell als Begründer der christlichen Zeitrechnung, die er im Jahre 525 erstmals vorschlug. In jüngster Zeit wurde allerdings die Hypothese aufgestellt, er habe sein Konzept aus einem verlorenen Werk des Eusebius von Caesarea übernommen.
Sofern Dionysius die christliche Ära entwickelt haben sollte, ging er nach dem Studium des damals bekannten Wissens recht pragmatisch vor.
Zur Berechnung des Osterdatums bedient man sich bis heute unter anderem des 19-jährigen Metonischen Zyklus. Der genaue Ostertermin eines jeden Jahres innerhalb eines solchen Zyklus wurde auf Ostertafeln dargestellt. Trotz der Bezeichnung legen sie den gesamten christlichen Mondkalender fest. Die ersten Ostertafeln erstellten Theophilos und sein Nachfolger Kyrillos, Patriarchen von Alexandria, bereits seit Ende des 4. Jahrhunderts. Theophilos ließ den ersten Zyklus seiner Tafeln mit dem Jahr 96 (96 = 19 × 5 + 1) der damals in Ägypten üblichen Diokletianischen Ära (284 n. Chr.) beginnen. Der letzte Zyklus dieser Tafeln endet mit dem Jahr 228 dieser Ära (= 511/512 n. Chr.).
Wegen des umstrittenen Ostertermins des Jahres 526 wandte Dionysius sich dem Thema zu. Ihm lag noch, wie in seinen Schriften erwähnt, eine Tafel vor für den 13. Zyklus der Diokletianischen Ära (229–247 = 513–531 n. Chr.). Inzwischen war aber von Annianus, alexandrinischer Komputist um AD 400, bereits der sogenannte alexandrinische Zyklus zu 532 Jahren (532 = 19 × 28) entwickelt worden, der den Metonischen 19-jährigen Mondzyklus mit dem 28-jährigen sogenannten Sonnenzyklus der Wochentage im Sonnenkalender verbindet. Dionysius Exiguus’ Passahtafel verdankt ihre starke Struktur seinem fernen Vorläufer Anatolius, der den Metonischen 19-jährigen Mondzyklus erfand; diese Art Mondzyklen ist eine Anwendung des Metonischen Zyklus im Julianischen Kalender. Die Metonische Struktur des in Dionysius Exiguus’ Passahtafel enthaltenen klassischen alexandrinischen 19-jährigen Mondzyklus spiegelt sich in der Struktur ihrer 19-jährigen periodischen Reihe von Epakten.
Dionysius erkannte nun im Jahr 241 nach Diokletian (525 n. Chr.) folgendes: Mit dem Jahr 247 nach Diokletian (531 n. Chr.) werden 13 Metonische Zyklen innerhalb dieser Ära vergangen sein. Gestützt auf andere Quellen wusste er, dass zwischen dem Beginn der Ära Diokletians am koptischen Neujahrstag (1. Tout) des Jahres 1 nach Diokletian (29. August 284) und dem Ende der Herrschaft des Königs Herodes in etwa fünfzehn weitere Metonische Zyklen, also 285 Jahre, verflossen sein mussten. Dies ergäbe einen kompletten alexandrinischen Zyklus zu 532 Jahren.
Er beschloss deshalb, auf seine Tafeln ab dem Jahr 248 nach Diokletian (in römischem Stil mit dem 1. Januar als Jahresbeginn, also etwa vier Monate später), auch die Jahresangabe anni ab incarnatione Domini (lateinisch für „Jahre nach der Inkarnation des Herrn“) zu schreiben. Letztere ist im Vergleich zur ersteren um genau 284 (15 × 19 − 1) Jahre erhöht, was wiederum bedeutet, dass der vorangegangene, gerade ablaufende, alexandrinische 532-Jahre-Zyklus mit dem geschichtlichen Jahr 1 v. Chr. begonnen haben muss. Über ein genaues Jahr für die Geburt Jesu von Nazaret (Jahr 1 v. oder n. Chr.) äußert sich Dionysius Exiguus, entgegen vielen anderslautenden Behauptungen, aber nicht explizit. Später errechnete man, dass das Jahr 1 n. Chr. dem römischen Jahr DCC.LIV (754) ab urbe condita entspricht, seit der legendären Gründung Roms.
Diese Rechnung in christlichen Jahren war seinerzeit noch lange ausschließlich Komputisten vorbehalten. Beda Venerabilis, ein englischer Benediktiner, vervollständigte die ursprünglich nur auf 95 Jahre (532–626) ausgelegten dionysianischen Tafeln zu einem kompletten zweiten alexandrinischen Zyklus (532–1063). Damit erlangte die Zeitrechnung nach Dionysius Exiguus allmählich innerkirchliche Anerkennung. Beda verwendete die Zeitrechnung erstmals in seinen historischen Schriften.
Die Fürsten des frühen Mittelalters zogen noch lange ihre eigenen Herrschaftsjahre zur Datierung vor, ebenso wie Bischöfe und Päpste. Ins allgemeine Bewusstsein des Volkes wurde die christliche Ära wohl spätestens mit der Kaiserkrönung Karls des Großen an Weihnachten 800 gerückt. In amtlichen Dokumenten zur Regel wurde sie in Westeuropa gegen Ende des ersten Jahrtausends, im orthodoxen Russland zum Beispiel nicht vor Peter dem Großen.
International hat die Rechnung in christlichen Jahren gemäß Dionysius Exiguus gegenwärtig weltweit offizielle Gültigkeit.
Im Europa des frühen Mittelalters kannte niemand die Ziffer oder die Zahl Null. Trotzdem erweckt die Anwesenheit des lateinischen Wortes nulla ‚kein‘ in der dritten Kolonne seiner Ostertafel den Eindruck, dass Dionysius Exiguus jene wichtige Zahl bekannt war. Daraus kann aber nicht abgeleitet werden, dass sein nulla eine echte „Null“ war. Er gebrauchte sie auch nicht in seinen Berechnungen. Darum ist bei den Zeitangaben „vor Christus“ stets zu bedenken, dass nach der astronomischen Jahreszählung, die das Jahr Null enthält und die mit dem Minus-Zeichen versehen werden, wenn die Jahre vor dem Jahr null gemeint sind, ein Jahr von der Jahresangabe v. Chr. abzuziehen ist. So trank etwa Sokrates im Jahre 399 v. Chr. den Schierlingsbecher, was dem astronomischen Jahr −398 entspricht.
Im Europa des Mittelalters wurde erst ab dem 13. Jahrhundert (vereinzelt) die Zahl Null arithmetisch verwendet; die allgemeine Akzeptanz wurde erst ab der Renaissance wirksam.

## Die Kirchenrechtssammlung des Dionysus Exiguus
Um 500 kompilierte Dionysus Exiguus eine Kanones-Sammlung, wofür er teilweise auf eigene Übersetzungen (z. B. der Canones Apostolorum und verschiedener Synodalakten) aus dem Griechischen zurückgriff. Die Sammlung ist als Collectio Dionysiana bekannt, wobei die Forschung drei Fassungen unterscheidet (von der dritten ist nur ein Vorwort erhalten). Ob Dionysus selbst auch die Sammlung von Dekretalen, die in wenigen Handschriften mit seiner Sammlung von Konzils-Kanones überliefert ist, ist umstritten. Zahlreiche spätere Sammlungen griffen direkt oder indirekt auf die Dionysiana (einschließlich der Dekretalensammlung) zurück, insbesondere die Dionysio-Hadriana, die Hadrian 774 Karl dem Großen übergab, der sie im Frankenreich verbreitete. Um 800 wurde die Dionysiana zur Kompilation der Collectio Dacheriana, einer systematischen Sammlung kanonischen Rechts, genutzt.

### Lexika
- Michael Richter: Dionysius Exiguus. In: Theologische Realenzyklopädie (TRE). Band 9, de Gruyter, Berlin / New York 1982, ISBN 3-11-008573-9, S. 1–4.
- Georg May: Kirchenrechtsquellen I. Katholische. In: Theologische Realenzyklopädie (TRE). Band 19, de Gruyter, Berlin / New York 1990, ISBN 3-11-012355-X, S. 1–44.
- Michael Richter: Dionysius Exiguus. In: Walter Kasper (Hrsg.): Lexikon für Theologie und Kirche. 3. Auflage. Band 3. Herder, Freiburg im Breisgau 1995, Sp. 244–245.
- Alden A. Mosshammer: Dionysius Exiguus. In: Religion in Geschichte und Gegenwart (RGG). 4. Auflage. Band 2, Mohr-Siebeck, Tübingen 1999, Sp. 861.
- Friedrich Wilhelm Bautz: Dionysius Exiguus. In: Biographisch-Bibliographisches Kirchenlexikon (BBKL). Band 1, Bautz, Hamm 1975. 2., unveränderte Auflage. Hamm 1990, ISBN 3-88309-013-1, Sp. 1322–1323 (Artikel/Artikelanfang im Internet-Archive).
- Adolf Jülicher: Dionysios 155. In: Paulys Realencyclopädie der classischen Altertumswissenschaft (RE). Band V,1, Stuttgart 1903, Sp. 998 f.

### Monographien und Artikel
- Georges Declercq: Anno Domini. The Origins of the Christian Era (= Brepols Essays in European Culture, Band 1). Brepols, Turnhout 2000, ISBN 978-2-503-51050-7.
- Daniel McCarthy: The Emergence of Anno Domini. In: Gerhard Jaritz u. a. (Hrsg.): Time and Eternity. The Medieval Discourse (= International Medieval Research, Band 9), Brepols, Turnhout 2003, ISBN 2-503-51312-3, S. 31–53.
- Jan Zuidhoek: The Initial Year of De ratione paschali and the Relevance of its Paschal Dates. In: Studia Traditionis Theologiae. Band 26, 2017, S. 71–93.